# Pierre de Celle
Pierre de Celle o La Celle, latinizado Petrus Cellensis (Troyes, en la Champagne, c. 1115 - Chartres, 20 de febrero de 1183), monje, obispo y teólogo benedictino francés.

## Biografía
Descendía de la noble familia de los señores de Aulnoy-les-Minimes, cerca de Provins, lejanamente emparentados con la casa real de Francia. Muy joven optó por ser monje cluniacense en Saint-Martin-des-Champs (París). Allí conoció a Juan de Salisbury, futuro obispo de Chartres; estudiaron juntos en la montaña de Santa Genoveva y fueron amigos de por vida, amistando también con Goswin de Anchin, futuro rival de Pedro Abelardo. Adicto a la reforma gregoriana, se hizo monje benedictino y alrededor de 1145 (acaso en 1150) se convirtió en abad del Monasterio de Montier-La Celle, cerca de Troyes; allí invitó a pasar algún tiempo a algunos grandes religiosos de su tiempo, entre otros Bernardo de Claraval y su ya citado amigo Juan de Salisbury, sosteniendo además activa correspondencia con otras grandes figuras eclesiásticas: Thomas Becket, el arzobispo Eskil de Lund, los papas Eugenio III y Alejandro III y el obispo Henri de Beauvais. En 1162 fue nombrado abad de Saint-Remi en Reims, donde el primer rey merovingio, Clodoveo I, fue bautizado y ungido con el legendario aceite de la santa ampolla. Dirigió este monasterio por espacio de diecinueve años hasta 1181, año en que sucedió a Juan de Salisbury como obispo de Chartres. Ya sufría de frecuentes enfermedades: gota y cálculos renales, por lo que no pudo ser incluido en la nueva promoción de cardenales ni pudo participar en el tercer concilio de Letrán. Sin embargo asumió su nuevo cargo con energía y rodeó Chartres de una muralla muy bien fortificada, lo que le valió el aprecio de sus habitantes, pero falleció tras corta enfermedad la noche del 19 al 20 de febrero de 1183. Fue enterrado en la Abadía de Saint-Josaphat al lado de Juan de Salisbury.

## Obras
Sus obras literarias fueron editadas por Janvier y reimpresas en la Patrologia Latina de Migne. Se trata de 177 epístolas, 95 sermones y algunos tratados, que son:
- Epistola ad Joannem Saresberiensem[4]
- De panibus[5]
- Mystica et moralis expositio Mosaici tabernaculi[6]
- De conscientia[7]
- Tractatus de disciplina claustrali[8]

Su epistolario fue editado por separado con una introducción.
La Enciclopedia Católica de 1913 estima que sus sermones y tratados son "por extremo alegóricos y algo pomposos de estilo".